# Liga Luxemburguesa de Basquetebol de 2021-22
A Temporada da LBBL de 2021–22 foi a 69ª edição da competição de elite do basquetebol de Luxemburgo tendo o T71 Dudelange como defensor do título Luxemburguês.
A liga teve seu nome alterado para a temporada 2021-22 e trocou sua denominação Total League por LBBL (Luxembourg Basket-Ball League).

## Clubes Participantes
| Clube                 | Cidade           | Arena                                   |
| --------------------- | ---------------- | --------------------------------------- |
| AB Contern            | Contern          | Ginásio Esportivo "Um Ewent"            |
| Amicale Steinsel      | Steinsel         | Ginásio Poliesportivo "Alain Marchetti" |
| Arantia Larochette    | Larochette       | Hall sportif Centre Filano              |
| Basket Esch           | Esch-sur-Alzette | Ginásio Poliesportivo Esch-sur-Alzette  |
| Etzella Ettelbruck    | Ettelbruck       | Centro Esportivo du Deich               |
| Musel Pikes           | Stadtbredimus    | Sporthal Stadbriedemes                  |
| Racing Luxembourg     | Luxemburgo       | Centre sportif Tramsschapp              |
| Résidence Walferdange | Walferdange      | Pavilhão Esportivo                      |
| Sparta Bertrange      | Bertrange        | Centro Atert                            |
| T71 Dudelange         | Dudelange        | Salle Fos Grimler                       |
| Telstar Hesperange    | Hesperange       | Holleschberg                            |
| U.S. Hiefenech        | Heffingen        | Centro Esportivo Heffingen              |

## Temporada Regular

### Tabela de Classificação
| Pos. | Clube                 | J  | V  | D  | P+   | P-   | Pt. | Classificação |
| ---- | --------------------- | -- | -- | -- | ---- | ---- | --- | ------------- |
| 1    | Sparta Bertrange      | 22 | 16 | 6  | 1925 | 1758 | 38  | Playoffs      |
| 2    | Résidence Walferdange | 22 | 16 | 6  | 2042 | 1845 | 38  | Playoffs      |
| 3    | Etzella Ettelbruck    | 22 | 15 | 7  | 1890 | 1812 | 37  | Playoffs      |
| 4    | Basket Esch           | 22 | 13 | 9  | 1814 | 1572 | 35  | Playoffs      |
| 5    | U.S. Hiefenech        | 22 | 13 | 9  | 1685 | 1626 | 35  | Playoffs      |
| 6    | Arantia Larochette    | 22 | 13 | 9  | 1790 | 1740 | 35  | Playoffs      |
| 7    | Amicale Steinsel      | 22 | 10 | 12 | 1709 | 1846 | 32  | Playoffs      |
| 8    | T71 Dudelange         | 22 | 9  | 13 | 1769 | 1826 | 31  | Playoffs      |
| 9    | AB Contern            | 22 | 9  | 13 | 1830 | 1841 | 31  | Playouts      |
| 10   | Musel Pikes           | 22 | 8  | 14 | 1692 | 1852 | 30  | Playouts      |
| 11   | Telstar Hesperange    | 22 | 6  | 16 | 1721 | 1883 | 28  | Playouts      |
| 12   | Racing Luxembourg     | 22 | 4  | 18 | 1649 | 1915 | 26  | Playouts      |

fonte:luxembourg.basketball.com
|  |                                              |
|  | Classificados diretamente para as semifinais |
|  | Classificados para as quartas de finais      |

### Confrontos
| Casa\Visitante        | ABC    | AMI    | ARA   | BAS    | ETZ     | MUS    | RAC    | RES     | SPA     | T71    | TEL   | USH   |
| --------------------- | ------ | ------ | ----- | ------ | ------- | ------ | ------ | ------- | ------- | ------ | ----- | ----- |
| AB Contern            |        | 67-78  | 74-91 | 74-67  | 105-102 | 79-75  | 98-60  | 103-105 | 85-92   | 97-102 | 97-99 | 65-70 |
| Amicale Steinsel      | 53-92  |        | 87-83 | 71-85  | 69-84   | 87-103 | 97-72  | 73-88   | 81-90   | 96-77  | 88-80 | 82-71 |
| Arantia Larochette    | 79-76  | 102-80 |       | 59-108 | 82-86   | 88-76  | 86-75  | 90-96   | 81-72   | 85-66  | 74-75 | 87-77 |
| Basket Esch           | 77-54  | 107-72 | 89-73 |        | 68-79   | 97-67  | 96-73  | 67-70   | 87-91   | 87-79  | 88-56 | 71-77 |
| Etzella Ettelbruck    | 102-86 | 76-80  | 92-86 | 81-76  |         | 77-68  | 94-87  | 104-107 | 66-90   | 80-83  | 98-77 | 92-75 |
| Musel Pikes           | 66-100 | 83-94  | 91-78 | 78-75  | 70-74   |        | 63-77  | 69-104  | 96-95   | 79-74  | 82-77 | 66-82 |
| Racing Luxembourg     | 73-102 | 75-85  | 59-63 | 66-81  | 81-93   | 77-96  |        | 90-105  | 73-64   | 77-99  | 87-78 | 63-70 |
| Résidence Walferdange | 107-70 | 90-93  | 77-79 | 72-96  | 89-93   | 96-79  | 121-99 |         | 79-94   | 89-81  | 97-66 | 89-74 |
| Sparta Bertrange      | 93-72  | 84-63  | 69-77 | 80-73  | 98-72   | 91-73  | 82-73  | 85-90   |         | 91-90  | 90-88 | 77-86 |
| T71 Dudelange         | 92-53  | 84-66  | 67-84 | 54-80  | 82-77   | 70-79  | 68-62  | 89-116  | 86-96   |        | 78-70 | 85-87 |
| Telstar Hesperange    | 85-93  | 75-68  | 71-70 | 64-76  | 82-89   | 90-69  | 89-94  | 87-82   | 102-111 | 80-96  |       | 63-77 |
| U.S. Hiefenech        | 73-88  | 79-46  | 77-93 | 82-63  | 71-79   | 70-64  | 85-56  | 64-73   | 67-90   | 95-67  | 79-67 |       |

fonte:luxembourg.basketball.com

## Playoffs

### Quartas de final
| Time 1                | Série | Time 2             | 1º Jogo  | 2º Jogo | 3º Jogo |
| --------------------- | ----- | ------------------ | -------- | ------- | ------- |
| Etzella Ettelbruck    | 2 - 0 | Arantia Larochette | 81 - 62  | 85 - 63 | -       |
| Résidence Walferdange | 1 - 2 | Amicale Steinsel   | 105 - 96 | 88 - 92 | 76 - 82 |
| Basket Esch           | 2 - 0 | U.S. Hiefenech     | 102 - 56 | 78 - 62 | -       |
| U.S. Hiefenech        | 0 - 2 | T71 Dudelange      | 77 - 87  | 64 - 72 | -       |

### Semifinal
| Time 1             | Série | Time 2           | 1º Jogo | 2º Jogo | 3º Jogo   |
| ------------------ | ----- | ---------------- | ------- | ------- | --------- |
| Etzella Ettelbruck | 0 - 2 | Amicale Steinsel | 88 - 94 | 71 - 77 | -         |
| Basket Esch        | 1 - 2 | T71 Dudelange    | 80 - 74 | 73 - 89 | 101 - 105 |

### Final
| Time 1           | Série | Time 2        | 1º Jogo | 2º Jogo | 3º Jogo | 4º Jogo | 5º Jogo |
| ---------------- | ----- | ------------- | ------- | ------- | ------- | ------- | ------- |
| Amicale Steinsel | 3 - 2 | T71 Dudelange | 73 - 83 | 89 - 82 | 86 - 84 | 73 - 86 | 87 - 68 |

### Premiação
| LBBL de 2021-22                      |
| Luxemburgo                           |
| ------------------------------------ |
| Amicale Steinsel Campeão (9° título) |

## Playouts

### Classificação
| Pos. | Clube              | J  | V  | D  | P+  | P-  | Pt. | Classificação |
| ---- | ------------------ | -- | -- | -- | --- | --- | --- | ------------- |
| 9    | Musel Pikes        | 28 | 13 | 15 | 499 | 405 | 41  |               |
| 10   | AB Contern         | 28 | 12 | 16 | 465 | 498 | 40  | Repescagem    |
| 11   | Telstar Hesperange | 28 | 9  | 19 | 484 | 480 | 37  | Rebaixados    |
| 12   | Racing Luxembourg  | 28 | 5  | 23 | 465 | 530 | 33  | Rebaixados    |

### Repescagem
| Equipa 1   | Série | Equipa 2            | 1.º jogo | 2.º jogo | 3.º jogo |
| ---------- | ----- | ------------------- | -------- | -------- | -------- |
| AB Contern | 2 - 0 | Avanti Mondorf 2000 | 93 - 77  | 95 - 94  | -        |